# Мураторе, Симоне
Симо́не Мурато́ре (итал. Simone Muratore; 30 мая 1998, Салуццо) — итальянский футболист, полузащитник.

## Клубная карьера
Мураторе — воспитанник клубов Салуццо и «Ювентус». 27 сентября 2014 года в поединке против «Виртус Энтелла» дебютировал за Ювентус (до 20 лет). 8 мая 2015 года в матче против «Модены» забил свой первый гол за Ювентус (до 20). 15 сентября в матче против «Манчестер Сити» он дебютировал в Юношеской лиге УЕФА. 3 ноября в матче против «Боруссии Мёнхенгладбах» получил разрыв крестообразных связок и был заменён на 49-й минуте.
25 января 2017 года попал в заявку «Ювентуса» на матч четвертьфинала Кубка Италии против «Милана». 12 декабря 2019 года в матче против «Байера 04» он дебютировал в Лиге Чемпионов УЕФА, выйдя на замену в добавленное время вместо Хуана Куадрадо. 26 июня 2020 года в матче против «Лечче» дебютировал в Серии А. 1 августа в проигранном матче против «Ромы» сыграл полный матч.
В июне 2020 года Мураторе перешёл в «Аталанта», сумма трансфера составила 7 млн евро. В начале декабря 2022 года в ходе расследования, были опубликованы финансовые махинации «Ювентуса», в которую вошёл трансфер Мураторе. 3 сентября 2020 года перешёл в «Реджану» на правах аренды. 27 сентября в матче против «Пизы» он дебютировал за новый клуб. 23 января 2021 года в матче против «Виченца» Симоне забил свой первый гол за «Реджану».
31 августа 2021 года был арендован португальским клубом «Тондела». 20 сентября в матче против «Браги» он дебютировал в чемпионате Португалии.

## Национальная сборная
5 ноября 2013 года дебютировал за сборную Италии (до 16 лет) против сверстников из Австрии. 13 октября 2020 года в матче против Ирландии дебютировал за Италию (до 21 года). 

## Личная жизнь
В конце 2021 года, Мураторе была диагностирована доброкачественная опухоль головного мозга и потребовалось операция. В декабре 2024 года, полузащитник объявил о завершении карьеры. 

## Достижения
«Ювентус»
- Чемпион Италии (2): 2018/19, 2019/20[19]
- Обладатель Кубка Италии (1): 16/17[19]